# كنديون سعوديون
الكنديون السعوديون هم الكنديون من أصل سعودي أو السعوديون الذين لديهم جنسية كندية. أغلبهم يتحدث العربية والإنجليزية أو الفرنسية. وفقًا لتعداد كندا 2011 يوجد في كندا 7955 من الكنديين الذين نسبوا نفسهم لأصل سعودي.